# Giáo xứ Anija
Giáo xứ Anija (tiếng Estonia: Anija vald) là một huyện nông thôn ở miền bắc Estonia, thuộc Harju. Địa phận có dân số 6.197 (tính đến ngày 1 tháng 1 năm 2012) và có diện tích 520,94 km² (201 dặm vuông). Mật độ dân số là 11,8958/km² (30,8100/dặm vuông).
Trung tâm hành chính là thị trấn Kehra, với dân số 3.196 người. Có 31 ngôi làng trong Giáo xứ Anija.

## Danh sách làng trong giáo xứ
- Aavere
- Alavere
- Anija
- Arava
- Härmakosu
- Kaunissaare
- Làng Kehra
- Kihmla
- Kuusemäe
- Lehtmetsa
- Lilli
- Linnakse
- Looküla
- Lükati
- Mustjõe
- Paasiku
- Parila
- Partsaare
- Pikva
- Pillapalu
- Rasivere
- Raudoja
- Rooküla
- Salumetsa
- Salumäe
- Soodla
- Ülejõe
- Uuearu
- Vetla
- Vikipalu
- Voose

## Chính quyền địa phương
Thị trưởng hiện tại (vallavanem) là Tiit Tammaru và chủ tịch hội đồng (volikogu esimees) là Jaan Oruaas.

## Ảnh

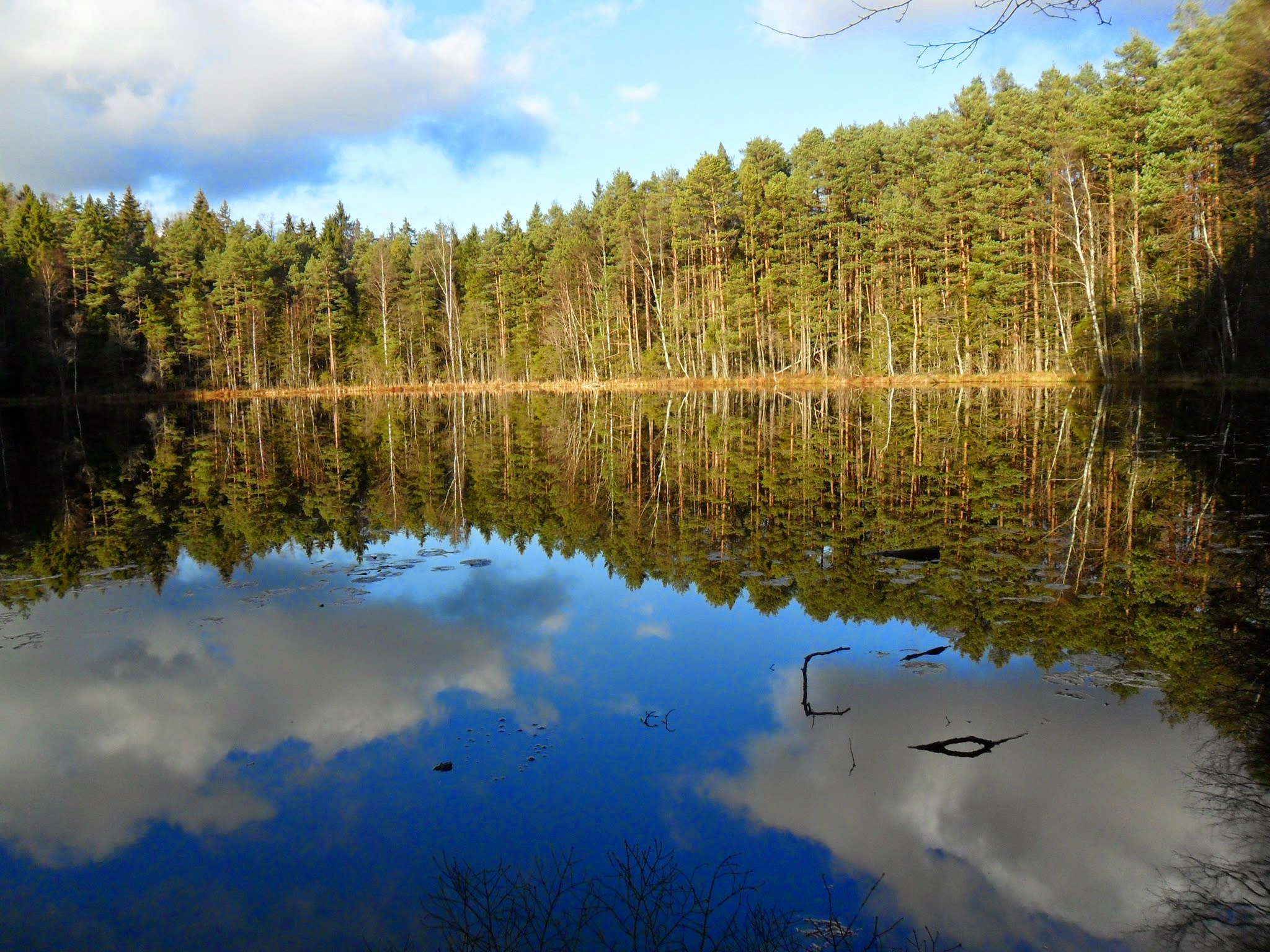
Một hồ nước trong vườn quốc gia Kõrvemaa
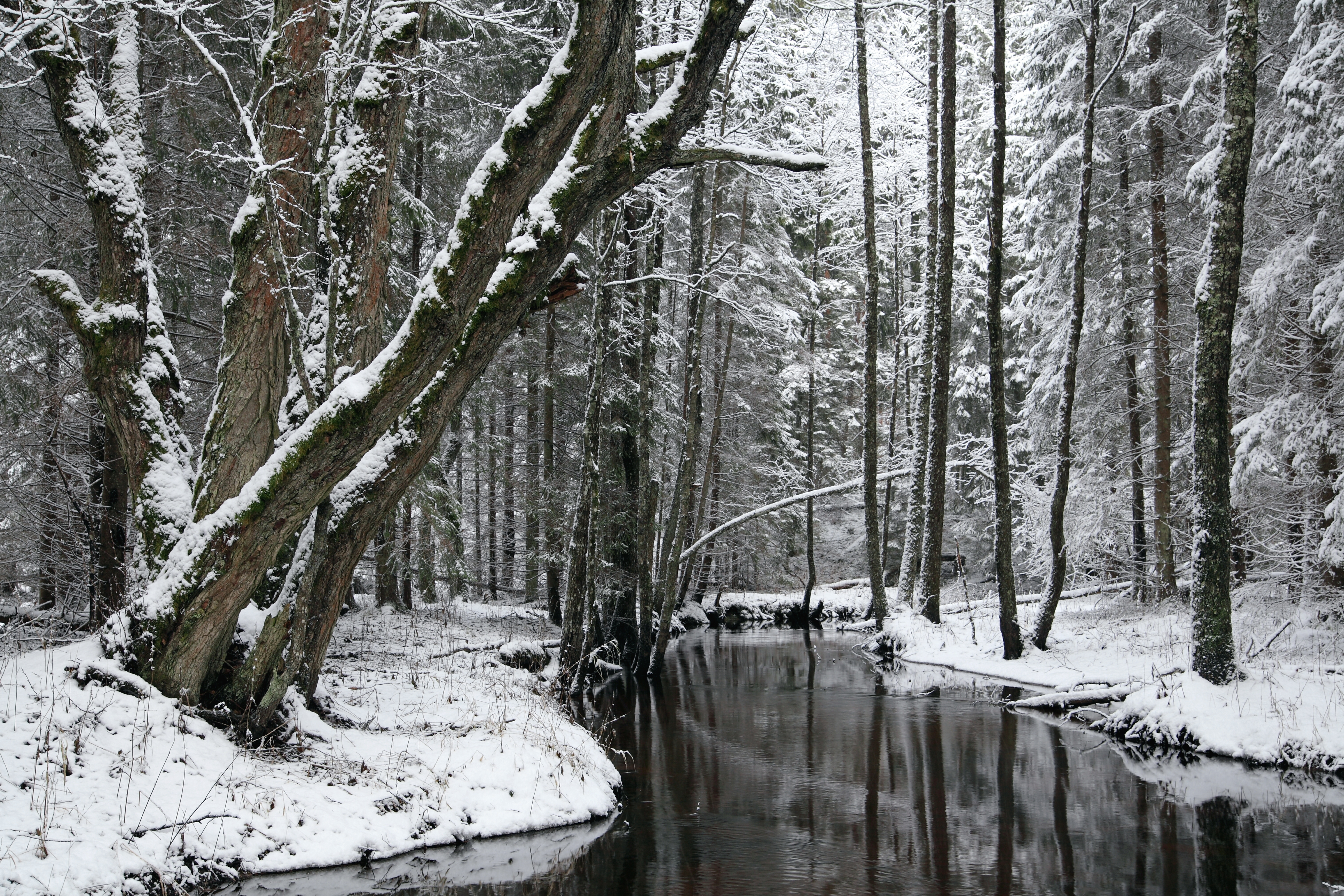
Sông Tarvasjõgi trong vườn quốc gia Kõrvemaa
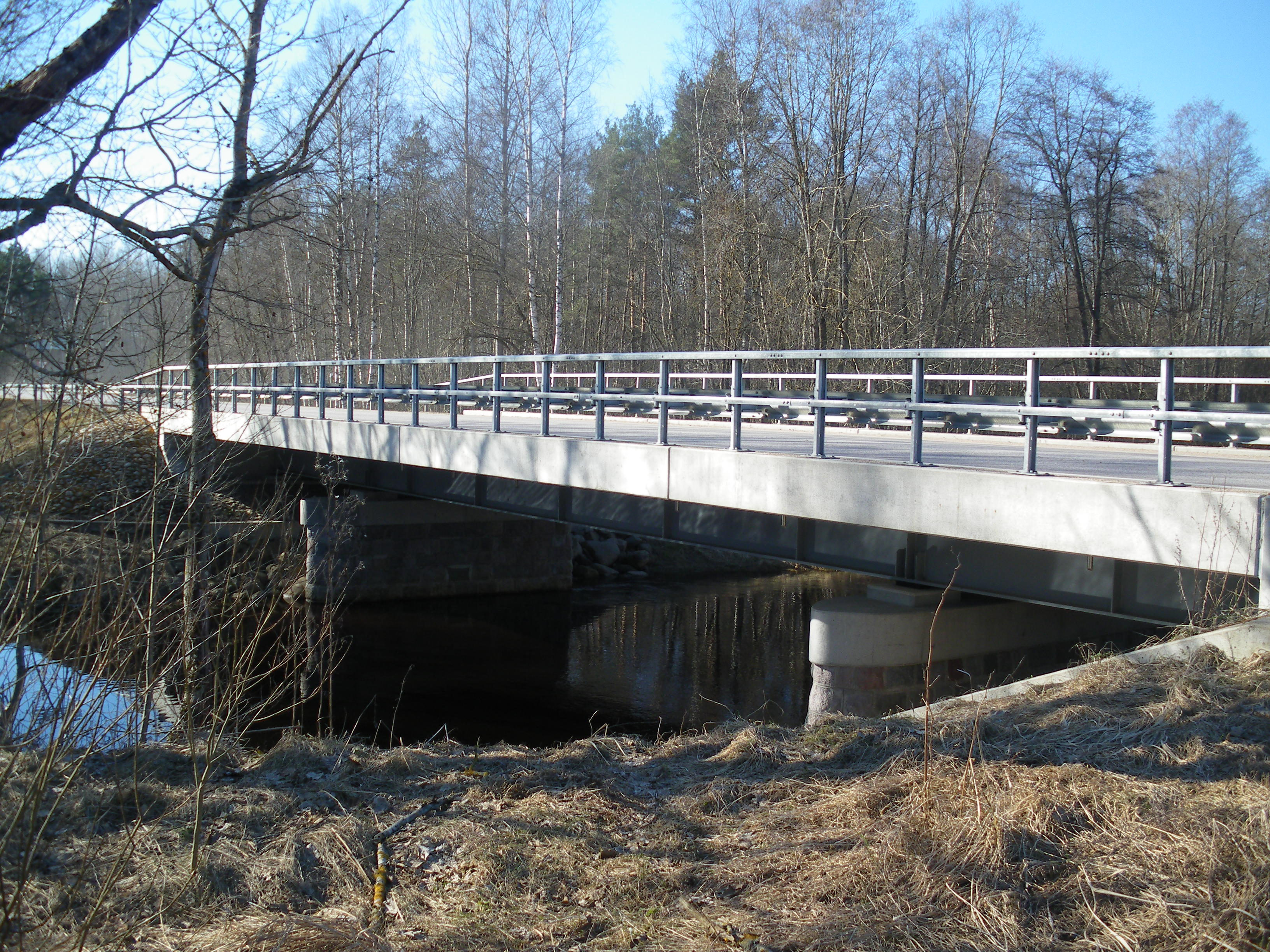
Cầu Soodla
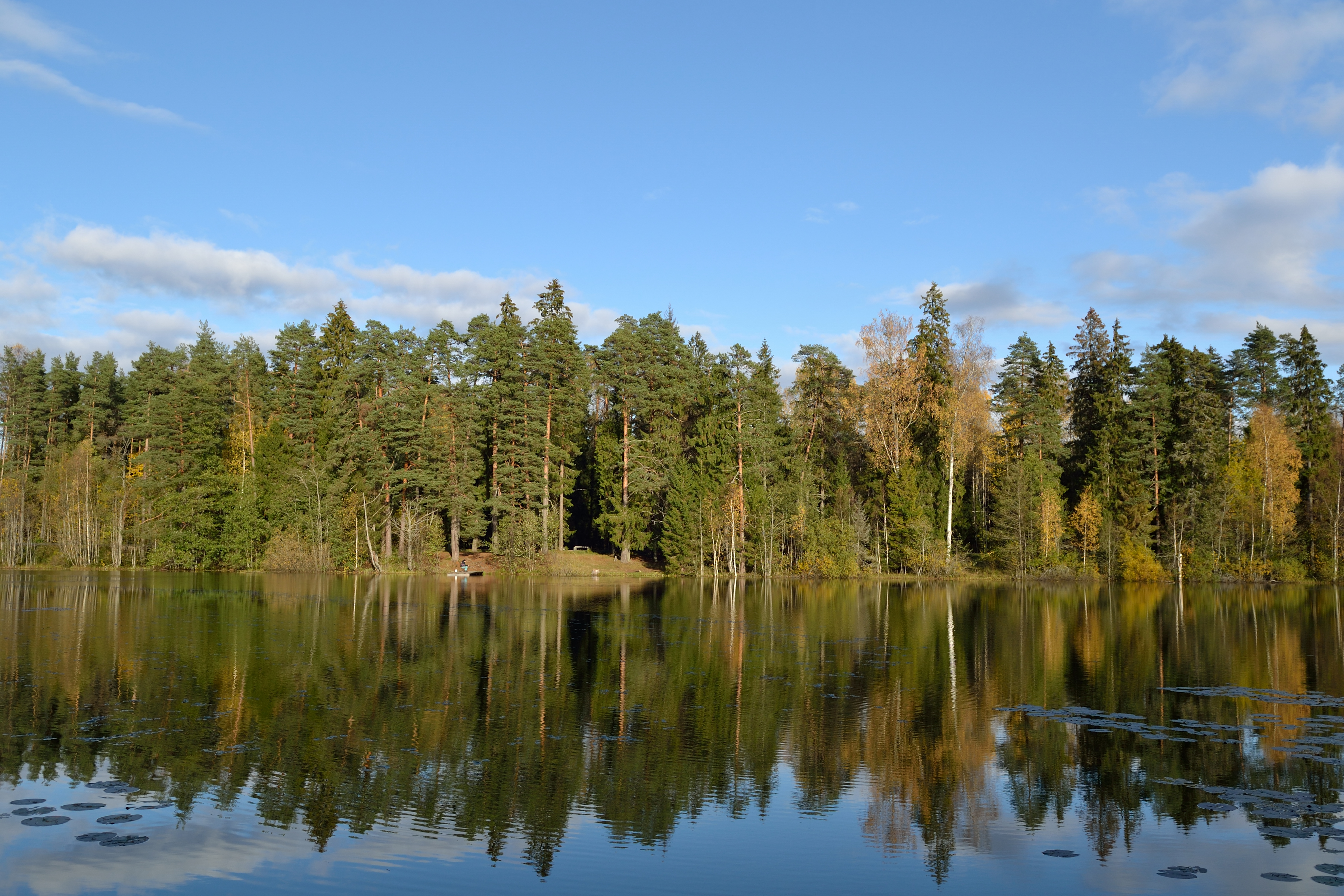
Hồ Vahejärv
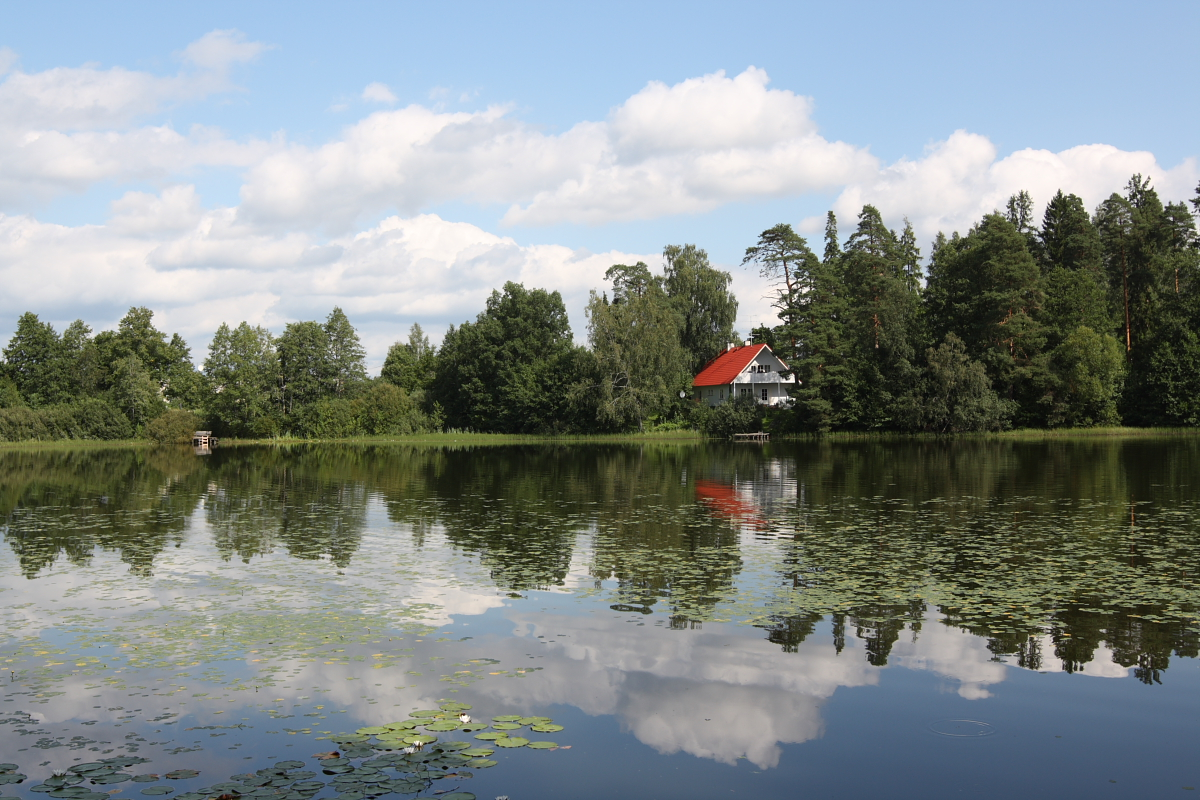
Hồ Nikerjärv
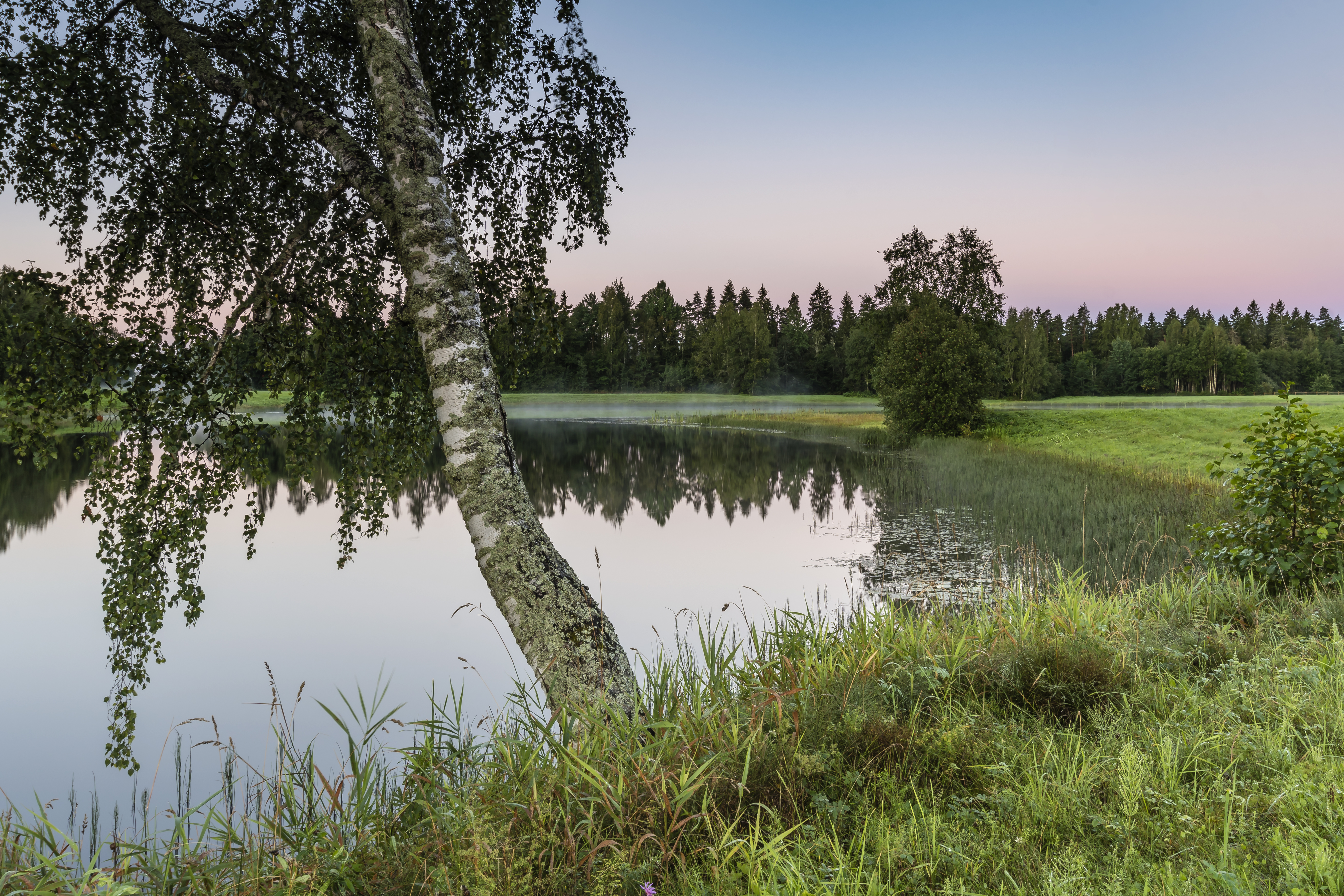
Hồ chứa Raudoja